# Lotta alla XXVII Universiade
Le gare di lotta della XXVII Universiade si sono svolte dall'11 al 6 luglio 2013 al Ak Bars Wrestling Palace di Kazan'.

## Podi

### Uomini
| Evento             | Oro                 | Argento                  | Bronzo                       |
| Lotta greco-romana |                     |                          |                              |
| fino a 55 kg       | Ivan Tatarinov      | Victor Ciobanu           | Shota Tanokura               |
| fino a 55 kg       | Ivan Tatarinov      | Victor Ciobanu           | Eldaniz Azizli               |
| fino a 60 kg       | Ivan Kujlakov       | Kamran Mammadov          | Almat Kebispayev             |
| fino a 60 kg       | Ivan Kujlakov       | Kamran Mammadov          | Tornike Turkishvili          |
| fino a 66 kg       | Rasul Çunayev       | Islambek Al'biev         | Asxat Janbirov               |
| fino a 66 kg       | Rasul Çunayev       | Islambek Al'biev         | Muhammet Kocatinaz           |
| fino a 74 kg       | Roman Vlasov        | Hadi Alizadeh Pournia    | Arsen Julfalakyan            |
| fino a 74 kg       | Roman Vlasov        | Hadi Alizadeh Pournia    | Dmytro Pyškov                |
| fino a 84 kg       | Alan Chugaev        | Maksim Manukyan          | Javid Hamzataŭ               |
| fino a 84 kg       | Alan Chugaev        | Maksim Manukyan          | Žan Belenjuk                 |
| fino a 96 kg       | Nikita Mel'nikov    | Artur Aleksanyan         | Mikheil Kajaia               |
| fino a 96 kg       | Nikita Mel'nikov    | Artur Aleksanyan         | Mahdi Aliyarifeizabadi       |
| fino a 120 kg      | Rıza Kayaalp        | Amir Aliakbari           | Balint Lam                   |
| fino a 120 kg      | Rıza Kayaalp        | Amir Aliakbari           | Nurmaxan Tınälïev            |
| Lotta libera       |                     |                          |                              |
| fino a 55 kg       | Nariman Israpilov   | Samat Nadyrbek Uulu      | Fumitaka Morishita           |
| fino a 55 kg       | Nariman Israpilov   | Samat Nadyrbek Uulu      | Berdax Primbaev              |
| fino a 60 kg       | Bekchan Gojgereev   | Behnam Ehsanpour         | Vasyl' Šuptar                |
| fino a 60 kg       | Bekchan Gojgereev   | Behnam Ehsanpour         | Haji Aliyev                  |
| fino a 66 kg       | Magomed Kurbanaliev | David Safaryan           | Ganzorigiin Mandakhnaran     |
| fino a 66 kg       | Magomed Kurbanaliev | David Safaryan           | Semën Radulov                |
| fino a 74 kg       | Denis Carguš        | Cəbrayıl Həsənov         | David Morris Taylor          |
| fino a 74 kg       | Denis Carguš        | Cəbrayıl Həsənov         | Efendiev Zaur                |
| fino a 84 kg       | Gheorghiţă Ştefan   | Šamil Kudijamagomedov    | Petru Ianulov                |
| fino a 84 kg       | Gheorghiţă Ştefan   | Šamil Kudijamagomedov    | Mohammad Hossein Mohammadian |
| fino a 96 kg       | Abdusalam Gadisov   | Pavlo Olijnyk            | Khuderbulga Dorjkhand        |
| fino a 96 kg       | Abdusalam Gadisov   | Pavlo Olijnyk            | Alixan Jumaev                |
| fino a 120 kg      | Taha Akgül          | Oleksandr Chocjanivs'kyj | Parviz Hadi                  |
| fino a 120 kg      | Taha Akgül          | Oleksandr Chocjanivs'kyj | Tyrel Fortune                |

### Donne
| Evento       | Oro                       | Argento                | Bronzo               |
| Lotta libera |                           |                        |                      |
| fino a 48 kg | Eri Tōsaka                | Patimat Baqomedova     | Valerija Čepsarakova |
| fino a 48 kg | Eri Tōsaka                | Patimat Baqomedova     | Marija Livač         |
| fino a 51 kg | Hikari Sugawara           | Sumiya Erdenechimeg    | Julija Blahynja      |
| fino a 51 kg | Hikari Sugawara           | Sumiya Erdenechimeg    | Ekaterina Krasnova   |
| fino a 55 kg | Valerija Koblova          | Iryna Husjak           | Kanako Murata        |
| fino a 55 kg | Valerija Koblova          | Iryna Husjak           | Hwang Sun-Byol       |
| fino a 59 kg | Yuliya Ratkeviç           | Allison Ragan          | Aisuluu Tynybekova   |
| fino a 59 kg | Yuliya Ratkeviç           | Allison Ragan          | Emese Barka          |
| fino a 63 kg | Soronzonboldyn Battsetseg | Marija Ljul'kova       | Irina Netreba        |
| fino a 63 kg | Soronzonboldyn Battsetseg | Marija Ljul'kova       | Maryja Mamašuk       |
| fino a 67 kg | Sara Doshō                | Ochirbatyn Nasanburmaa | Stacie Anaka         |
| fino a 67 kg | Sara Doshō                | Ochirbatyn Nasanburmaa | Alina Stadnik        |
| fino a 72 kg | Ekaterina Bukina          | Brittney Roberts       | Erica Wiebe          |
| fino a 72 kg | Ekaterina Bukina          | Brittney Roberts       | Halina Leŭčanka      |

## Medagliere
| Pos.   | Paese          |    |    |    | Totale |
| ------ | -------------- | -- | -- | -- | ------ |
| 1      | Russia         | 12 | 3  | 2  | 17     |
| 2      | Giappone       | 3  | 0  | 3  | 6      |
| 3      | Azerbaigian    | 2  | 3  | 3  | 8      |
| 4      | Turchia        | 2  | 0  | 1  | 3      |
| 5      | Mongolia       | 1  | 2  | 2  | 5      |
| 6      | Romania        | 1  | 0  | 0  | 1      |
| 7      | Ucraina        | 0  | 3  | 7  | 10     |
| 8      | Iran           | 0  | 3  | 3  | 6      |
| 9      | Armenia        | 0  | 3  | 1  | 4      |
| 10     | Stati Uniti    | 0  | 2  | 2  | 4      |
| 11     | Kirghizistan   | 0  | 1  | 1  | 2      |
| 11     | Moldavia       | 0  | 1  | 1  | 2      |
| 13     | Kazakistan     | 0  | 0  | 5  | 5      |
| 14     | Bielorussia    | 0  | 0  | 3  | 3      |
| 15     | Canada         | 0  | 0  | 2  | 2      |
| 15     | Georgia        | 0  | 0  | 2  | 2      |
| 15     | Ungheria       | 0  | 0  | 2  | 2      |
| 18     | Corea del Nord | 0  | 0  | 1  | 1      |
| 18     | Serbia         | 0  | 0  | 1  | 1      |
| Totale | Totale         | 21 | 21 | 42 | 84     |